# Alcoholvrij bier
Alcoholvrij bier, in Nederland ook maltbier genoemd, is bier met een gering alcoholpercentage. De meeste alcoholvrije bieren zijn pils, maar er bestaan ook tarwebieren en ales die alcoholvrij zijn.
Het eerste Nederlandse alcoholvrije bier werd in 1918 op de markt gebracht door de Amersfoortse Phoenix brouwerij onder de naam "Malto". Het werd gepresenteerd als een bier voor sporters en jeugdigen, maar bleek geen succes. Eind 1920 verdween het van de markt. In België was Tourtel in de jaren 1960 een van de eerste commerciële alcoholvrije bieren. 
Droogstaande alcoholisten doen er vaak geen goed aan om alcoholarm of -vrij bier te drinken, omdat ze hierdoor de smaak weer te pakken kunnen krijgen. Bovendien krijgt men toch een heel kleine hoeveelheid alcohol binnen, wat vooral in het begin van het staken van het alcoholisme tot terugval kan leiden.
In landen met reclameverbod voor alcohol worden soms alcoholvrije bieren gebruikt om reclame te maken voor het niet-alcoholvrije hoofdmerk. In Noorwegen is het ook niet toegestaan om voor alcoholvrij bier te adverteren. In Nieuw-Zeeland geldt er ook voor alcoholvrij bier een minimumleeftijd van 18 jaar.

## Percentages
Alcoholvrije bieren mogen in Nederland tot 0,1% alcohol bevatten (alcoholarme bieren niet meer dan 1,2%). Alcoholvrije bieren bevatten zodoende vijftig maal minder alcohol dan het alcoholpercentage van een gemiddelde pils (5%). In vergelijking met gewoon bier levert het drinken van een liter alcoholvrij bier daardoor geen noemenswaardige alcoholconcentratie in het bloed op. De kleine concentratie alcohol die in het bloed terechtkomt, kan snel door de lever worden afgebroken. In andere landen ligt het maximumpercentage op 0,5% (België), 1% (Spanje) of 1,2% (Frankrijk en Italië).

## Brouwproces
Voor het brouwproces zijn drie methoden voorhanden.
Bij de eerste methode verschilt het brouwproces niet veel van dat van traditioneel bier; er wordt water, mout, hop en gist gebruikt. Normaliter wordt een bepaalde gist gebruikt voor de kenmerkende smaak van een biermerk, en is die bepalend voor het ontstaan van het percentage alcohol in het bier. Echter, voor het brouwen van alcoholvrij bier wordt een speciale gistsoort gebruikt en vindt vergisting plaats bij een lagere temperatuur dan die nodig is voor het brouwen van traditioneel bier. Door tijdens het proces de gistcellen af te breken vlak voordat de vergisting plaatsvindt, wordt er geen alcohol gevormd.
Bij de tweede methode van het brouwproces wordt uitgegaan van het traditioneel gebrouwen bier met alcohol. Door middel van verhitting wordt tijdens het brouwproces de alcohol uit het brouwsel verwijderd. Destillatie kan ook plaatsvinden bij lage temperatuur door vacuümdestillatie. Door het sterk verlagen van de druk, zodat het bier al kookt bij lage temperatuur, bijvoorbeeld 30°C en de alcohol uit het mengsel wordt verwijderd. Hierbij verdwijnt echter ook de smaak, doordat de aroma’s mee verdampen, maar deze worden tijdens dit proces opgevangen en naderhand weer toegevoegd. 
Bij het derde methode wordt tijdens het brouwproces de alcohol uit het bier gefilterd, waarbij het bier door een membraanfilter wordt geperst. Doordat dit een langdurig proces is, brengt dit ook hogere kosten met zich mee. Het wordt daarom weinig door brouwers gebruikt.

## Smaak
Voor de kenmerkende smaak van het alcoholvrij bier is het wort in het brouwsel verantwoordelijk. Normaliter wordt tijdens het brouwproces de wort omgezet in suikers en alcohol, maar omdat al vóór het vormen van alcohol het proces wordt gestopt, blijft het wort aanwezig. Na filtering wordt deze verwijderd, maar blijven zeer kleine deeltjes nog aanwezig. Deze bepalen de smaak in negatieve zin. In 2021 werd aan de TU Delft een methode ontwikkeld om die zeer kleine deeltjes te filteren. Hierdoor werd een betere smaakbeleving gecreëerd, die de smaak van traditioneel bier benadert.

## Voorbeelden van alcoholvrije bieren
- Amstel 0.0 (het vroegere Amstel Malt)
- Bavaria 0.0% Gold
- Birra Moretti Zero
- Beck's Non-alcoholic
- Bitburger Drive
- Braxzz Porter 0.0, Bock 0.0, Tripel 0.2, Orange IPA 0.2, Rebel IPA 0.2
- Buckler (gebrouwen door Heineken)
- Budels Budels Malt 0,0%, Budels Hopped Pale Ale 0,0%, Budels Malty Dark 0,0% en Budels Radler 0,0%
- Cara 0,0% (eigen alcoholvrije pils van Colruyt)
- Corona Cero 0.0
- Erdinger Non-alcoholic Weiss
- Grolsch 0.0% (voorheen Grolsch Stender)
- Heineken 0.0
- Hoegaarden 0,0 (Wit/Rosée/Radler) Alcoholvrij
- Jupiler 0,0%
- Krombacher Alkoholfrei
- Peroni Nastro azzurro 0.0
- Sportzot
- Tourtel
- Warsteiner Premium Fresh
- Wieckse (Witte/Radler) Alcoholvrij
- Weihenstephaner Hefeweißbier Alkoholfrei